# Жабьи гадюки
Жабьи гадюки (лат. Causus) — род ядовитых змей из семейства гадюковых.
Считаются наиболее древними и примитивными представителями подсемейства по следующим признакам:
- все виды рода являются яйцекладущими
- строение ядовитого аппарата
- щиткование головы, сходное с щиткованием головы ужеобразных
- круглый зрачок

## Описание

### Внешний вид
Относительно небольшие змеи, достигающие не более 1 м в длину. Туловище плотное, цилиндрическое или слегка сплющенное, не очень толстое. Шейный перехват не выражен. Хвост короткий.
Голова покрыта крупными, симметрично расположенными щитками правильной формы. Это делает жабьих гадюк внешне похожими на ужеобразных и аспидовых змей и отличает от большинства других гадюк, у которых голова покрыта мелкими щитками. Межчелюстной щиток большой и широкий, иногда вздёрнут. Чешуя туловища гладкая или со слабо выраженными рёбрышками (спинные ряды). Зрачок глаза круглый, в то время как у остальных гадюковых он вертикальный и щелевидный.

### Анатомические особенности
Передний конец предлобной кости не связан шарнирным контактом с верхнечелюстной костью, и выдвигание ядовитых зубов вперед обеспечивается только подвижностью верхнечелюстной кости. Ядовитые зубы жабьих гадюк довольно короткие и по строению напоминают ядовитые зубы аспидов. Края бороздки для яда не смыкаются полностью, как у остальных гадюковых, и по всей длине зуба на передней поверхности заметен неглубокий шов, под которым проходит ядопроводящий канал.
Ядовитые железы сильно развиты. У некоторых видов жабьих гадюк (Causus rhombeatus и Causus resimus) ядовитые железы удлинённой формы, расположены не только в височной области головы, но и распространяются в переднюю часть туловища. Они располагаются с двух сторон по бокам от позвоночника, связаны с ядопроводящими зубами длинными протоками и могут достигать 10 см в длину. Другие виды жабьих гадюк имеют ядовитые железы обычной формы и величины.
Другими анатомическими особенностями жабьих гадюк являются очень длинные почки и хорошо развитое трахейное лёгкое.

### Распространение
Жабьи гадюки широко распространены в Африке к югу от Сахары.

### Образ жизни
Жабьи гадюки активны как ночью, так и в светлое время суток. Потревоженная змея поднимает переднюю часть тела и делает выпады в сторону врага. Жабьи гадюки могут также расширять шею, подобно кобрам.

### Питание
Питаются в основном бесхвостыми амфибиями: лягушками и жабами, но поедают также и мелких млекопитающих. Несмотря на сильно развитые ядовитые железы, жабьи гадюки не всегда убивают добычу ядом и часто заглатывают живьём. Эти змеи очень прожорливы.

### Размножение
В отличие от большинства змей из семейства гадюковых, жабьи гадюки являются яйцекладущими. Это является примитивной чертой, хотя и не уникальной для рода Causus. Самки жабьих гадюк могут откладывать до 20 яиц. Инкубационный период — около 4 месяцев. Длина молодых змей при вылуплении составляет 10—12,5 см.

## Яд и опасность для человека
При укусе жабьи гадюки могут вводить большое количество яда, который, однако, не является высокотоксичным. Состав яда жабьих гадюк изучен плохо.
Данные по токсичности и количеству яда некоторых видов гадюк рода Causus
| Вид               | Максимальное количество яда (мг) | LD50 (мг/кг) |
| ----------------- | -------------------------------- | ------------ |
| Causus maculatus  | 100                              | 10           |
| Causus rhombeatus | 300                              | 8,75         |

В некоторых регионах Африки жабьи гадюки Causus rhombeatus и Causus defilippii кусают людей чаще, чем другие ядовитые змеи, но смертельные случаи в настоящее время неизвестны. В ранней литературе сообщалось о случаях быстрой смерти, возможно, связанной с шоком после укуса жабьей гадюки. У укушенных людей отмечаются боль, отёк средней тяжести, лимфаденит, лихорадку, иногда некрозы.
Лечение укусов включает консервативную терапию. Южноафриканская поливалентная сыворотка обладает активностью в отношении яда Causus rhombeatus.

## Систематика
Род относится к подсемейству Viperinae, хотя ранее на основании примитивных признаков, выделялся в отдельное подсемейство Causinae.

### Виды
Включает 7 видов:
- Causus bilineatus Boulenger, 1905 — Двухполосая жабья гадюка
- Causus defilippii (Jan, 1863)
- Causus lichtensteinii (Jan, 1859) — Жабья гадюка Лихтенштейна
- Causus maculatus (Hallowell, 1842) — Пятнистая жабья гадюка
- Causus rasmusseni Broadley, 2014
- Causus resimus (Peters, 1862) — Зелёная жабья гадюка
- Causus rhombeatus (Lichtenstein, 1823) — Ромбическая жабья гадюкаtypus